# Mouez Hassen
Mouez Hassen (Fréjus, 5 marzo 1995) è un calciatore francese naturalizzato tunisino, portiere del Club Africain e della nazionale tunisina.

## Carriera

### Club
Nella stagione 2013-2014 ha giocato 5 partite in Ligue 1 con il Nizza.

### Nazionale
Debutta con la nazionale tunisina nel marzo 2018 scegliendo così di rappresentare la selezione delle proprie origini invece che la Francia in cui è nato e vissuto.
Ha finto poi 2 infortuni nelle sfide amichevoli contro Portogallo e Turchia (entrambe pareggiate per 2-2 tra l'altro) per consentire ai suoi compagni di squadra di mangiare durante il Ramadan per far sì che mangiassero col tramonto del sole interrompendo così il tradizionale digiuno.
Viene poi convocato in per i Mondiali di Russia 2018, esordendo nella sconfitta per 2-1 contro l'Inghilterra, partita nella quale lascia il capo al 15º minuto del primo tempo a causa di un infortunio alla spalla (e in cui ha subito il primo dei 2 goal segnati da Harry Kane), terminando anzitempo il Mondiale.

## Statistiche

### Cronologia presenze e reti in nazionale
| Cronologia completa delle presenze e delle reti in nazionale ― Tunisia | Cronologia completa delle presenze e delle reti in nazionale ― Tunisia | Cronologia completa delle presenze e delle reti in nazionale ― Tunisia | Cronologia completa delle presenze e delle reti in nazionale ― Tunisia | Cronologia completa delle presenze e delle reti in nazionale ― Tunisia | Cronologia completa delle presenze e delle reti in nazionale ― Tunisia | Cronologia completa delle presenze e delle reti in nazionale ― Tunisia | Cronologia completa delle presenze e delle reti in nazionale ― Tunisia |
| Data                                                                   | Città                                                                  | In casa                                                                | Risultato                                                              | Ospiti                                                                 | Competizione                                                           | Reti                                                                   | Note                                                                   |
| ---------------------------------------------------------------------- | ---------------------------------------------------------------------- | ---------------------------------------------------------------------- | ---------------------------------------------------------------------- | ---------------------------------------------------------------------- | ---------------------------------------------------------------------- | ---------------------------------------------------------------------- | ---------------------------------------------------------------------- |
| 27-3-2018                                                              | Nizza                                                                  | Tunisia                                                                | 1 – 0                                                                  | Costa Rica                                                             | Amichevole                                                             | -                                                                      |                                                                        |
| 28-5-2018                                                              | Braga                                                                  | Portogallo                                                             | 2 – 2                                                                  | Tunisia                                                                | Amichevole                                                             | -2                                                                     |                                                                        |
| 1-6-2018                                                               | Carouge                                                                | Tunisia                                                                | 2 – 2                                                                  | Turchia                                                                | Amichevole                                                             | -2                                                                     |                                                                        |
| 18-6-2018                                                              | Volgograd                                                              | Tunisia                                                                | 1 – 2                                                                  | Inghilterra                                                            | Mondiali 2018 - 1º turno                                               | -1                                                                     | 15’                                                                    |
| 7-6-2019                                                               | Radès                                                                  | Tunisia                                                                | 2 – 0                                                                  | Iraq                                                                   | Amichevole                                                             | -                                                                      | 46’                                                                    |
| 11-6-2019                                                              | Varaždin                                                               | Croazia                                                                | 1 – 2                                                                  | Tunisia                                                                | Amichevole                                                             | -1                                                                     |                                                                        |
| 28-6-2019                                                              | Suez                                                                   | Tunisia                                                                | 1 – 1                                                                  | Mali                                                                   | Coppa d'Africa 2019 - 1º turno                                         | -1                                                                     |                                                                        |
| 2-7-2019                                                               | Suez                                                                   | Mauritania                                                             | 0 – 0                                                                  | Tunisia                                                                | Coppa d'Africa 2019 - 1º turno                                         | -                                                                      |                                                                        |
| 8-7-2019                                                               | Ismailia                                                               | Ghana                                                                  | 1 – 1 dts (4 – 5 dtr)                                                  | Tunisia                                                                | Coppa d'Africa 2019 - Ottavi di finale                                 | -1                                                                     | 120’                                                                   |
| 11-7-2019                                                              | Il Cairo                                                               | Madagascar                                                             | 0 – 3                                                                  | Tunisia                                                                | Coppa d'Africa 2019 - Quarti di finale                                 | -                                                                      |                                                                        |
| 14-7-2019                                                              | Il Cairo                                                               | Senegal                                                                | 1 – 0 dts                                                              | Tunisia                                                                | Coppa d'Africa 2019 - Semifinale                                       | -1                                                                     |                                                                        |
| 10-9-2019                                                              | Rouen                                                                  | Tunisia                                                                | 1 – 2                                                                  | Costa d'Avorio                                                         | Amichevole                                                             | -2                                                                     |                                                                        |
| 28-3-2021                                                              | Radès                                                                  | Tunisia                                                                | 2 – 1                                                                  | Guinea Equatoriale                                                     | Qual. Coppa d'Africa 2021                                              | -1                                                                     | 46’                                                                    |
| 5-6-2021                                                               | Tunisi                                                                 | Tunisia                                                                | 1 – 0                                                                  | RD del Congo                                                           | Amichevole                                                             | -                                                                      |                                                                        |
| 11-6-2021                                                              | Radès                                                                  | Tunisia                                                                | 0 – 2                                                                  | Algeria                                                                | Amichevole                                                             | -2                                                                     |                                                                        |
| 15-6-2021                                                              | Radès                                                                  | Tunisia                                                                | 1 – 0                                                                  | Mali                                                                   | Amichevole                                                             | -                                                                      |                                                                        |
| 6-12-2021                                                              | Doha                                                                   | Tunisia                                                                | 1 – 0                                                                  | Emirati Arabi Uniti                                                    | Coppa araba FIFA 2021 - 1º turno                                       | -                                                                      |                                                                        |
| 10-12-2021                                                             | Ar Rayyan                                                              | Tunisia                                                                | 2 – 1                                                                  | Oman                                                                   | Coppa araba FIFA 2021 - Quarti di finale                               | -1                                                                     |                                                                        |
| 15-12-2021                                                             | Doha                                                                   | Tunisia                                                                | 1 – 0                                                                  | Egitto                                                                 | Coppa araba FIFA 2021 - Semifinale                                     | -                                                                      |                                                                        |
| 18-12-2021                                                             | Doha                                                                   | Tunisia                                                                | 0 – 2 dts                                                              | Algeria                                                                | Coppa araba FIFA 2021 - Finale                                         | -2                                                                     |                                                                        |
| 17-10-2023                                                             | Kōbe                                                                   | Giappone                                                               | 2 – 0                                                                  | Tunisia                                                                | Amichevole                                                             | -2                                                                     |                                                                        |
| Totale                                                                 |                                                                        | Presenze                                                               | 21                                                                     |                                                                        | Reti                                                                   | -19                                                                    |                                                                        |